# Slaven Bilić
Slaven Bilić (sinh ngày 11 tháng 9 năm 1968) là huấn luyện viên và cựu cầu thủ bóng đá người Croatia. Slaven từng là cầu thủ của "The Hammers". Ông cũng đã có 6 năm dẫn dắt cho đội tuyển quốc gia Croatia. Ông đã cùng đội tuyển quốc gia có được vị trí thứ 3 ở World Cup 1998.. Ông từng là hậu vệ thi đấu cho đội bóng đã được kể trên.Bilić, người từng chơi ở vị trí hậu vệ , bắt đầu sự nghiệp của mình vào năm 1988 với câu lạc bộ quê hương của anh ấy là Hajduk Split , sau đó có những kỳ tích thành công với Karlsruher SC ở Đức, và West Ham United và Everton ở Anh trước khi từ giã sự nghiệp bóng đá vào năm 2001. Ở cấp độ quốc tế , Bilić là một trong những hậu vệ ổn định nhất của Croatia trong nhiệm kỳ của huấn luyện viên Miroslav Blažević , kiếm được 44 lần khoác áo từ năm 1992 đến 1999, và chơi ở UEFA Euro 1996 và FIFA World Cup 1998 , giúp đội giành vị trí thứ ba tại giải giải đấu sau.
Sau khi giải nghệ vào năm 2001 tại Hajduk Split, Bilić đã huấn luyện đội trong nửa sau của mùa giải 2001–02 . Trong khoảng thời gian từ năm 2004 đến năm 2006, ông đã quản lý đội tuyển quốc gia Croatia dưới 21 tuổi trước khi tiếp quản đội tuyển quốc gia cấp cao. Anh ấy đã dẫn dắt đội đến tứ kết của Giải vô địch châu Âu năm 2008 và rời đi sau phiên bản tiếp theo bốn năm sau đó. Ông được đánh giá cao vì đã phục vụ lâu dài cho đội tuyển quốc gia và được ghi nhận là người đã giám sát thành công việc giới thiệu một loạt cầu thủ trẻ từ đội dưới 21 tuổi lên đội cấp cao.  Anh rời đến câu lạc bộ Nga Lokomotiv Moscow vào năm 2012 và sau đó dành hai năm cho mỗi câu lạc bộ Thổ Nhĩ Kỳ.Beşiktaş và West Ham United. Trong mùa giải 2018–19, anh ấy là huấn luyện viên trưởng của Al-Ittihad và vào ngày 13 tháng 6 năm 2019, anh ấy trở thành huấn luyện viên của West Bromwich Albion .

## Sự nghiệp của câu lạc bộ

### Đầu đời và Hajduk Split
Hầu hết tất cả đàn em của Hajduk đều học trường kinh tế, nên Bilić cũng muốn đi. Không có trường ngữ pháp cổ điển nào ở Split , vì vậy ông đăng ký theo học ngành thông tin, báo chí và nghiên cứu tài liệu (INDOK). Trong suốt thời trung học, Bilić đều đạt điểm cao nhất, vì vậy anh ấy tốt nghiệp với Matura . Môn học yêu thích của anh ấy là toán và lịch sử. Khi chọn nơi đăng ký vào đại học, anh ấy đã biết mình sẽ trở thành một cầu thủ bóng đá. Sau khi tốt nghiệp trung học, anh hoàn thành khoa luật của mình tại Split , nơi cha anh là trưởng khoa.
Là một tuyển thủ Hajduk, anh ấy đã được cho mượn nửa năm tại NK Primorac từ Stobreč , và trong một năm rưỡi ở HNK Šibenik , đội đã chiến đấu cho vị trí đầu tiên trong Giải hạng hai Nam Tư .  Bilić, ở vị trí trung vệ, ghi được bảy bàn thắng và chơi cho đội tuyển quốc gia. Petar Nadoveza đã gọi anh ta lên cho ba trận đấu: ở Skopje , Niš và Mostar . Anh ấy đã ghi hai bàn và được coi là người đàn ông của trận đấu trong cả ba trận đấu.
Bilić trở thành mục tiêu của các CLB như Dinamo Zagreb , Red Star Belgrade và Partizan , những CLB này đều muốn có được hậu vệ trẻ này. Anh ấy đã giúp câu lạc bộ của mình giành được Cúp Nam Tư 1990–91 trước khi Giải hạng Nhất Nam Tư bị giải thể . Trong mùa giải đầu tiên của Giải hạng nhất Croatia mới thành lập , Hajduk đã giành chức vô địch và Siêu cúp . Một mùa giải sau đó, họ cũng giành được chiếc cúp vô địch Croatia .

### West Ham United
Vào tháng 1 năm 1996, Harry Redknapp , huấn luyện viên của câu lạc bộ Premier League , West Ham United , đã đưa anh đến câu lạc bộ với mức phí 1,3 triệu bảng, [  lập kỷ lục câu lạc bộ về mức phí cao nhất được trả cho một cầu thủ mới đến. Anh ra mắt lần đầu tiên vào ngày 12 tháng 2 năm 1996 trong chiến thắng 0-1 trên sân khách trước đối thủ Tottenham Hotspur của London . Cú sút của Bilić đã bị thủ môn Ian Walker của Tottenham cản phá chỉ cho Dani của West Ham , một cầu thủ khác ra mắt, đưa bóng đi chệch khung thành Tottenham.
Bilić đã ghi ba bàn trong thời gian thi đấu cho West Ham: hai bàn ở Premier League, vào lưới Liverpool và Sunderland , và một bàn ở League Cup trước Barnet , đánh đầu từ quả phạt góc của Stan Lazaridis , bàn đầu tiên của anh ấy cho câu lạc bộ.  Anh chơi 13 trận trong mùa giải 1995–96 và 41 trận trong mùa giải 1996–97 , một mùa giải cũng chứng kiến anh được bầu chọn là á quân, cho Julian Dicks , cho giải thưởng Cây búa của năm .
Vào tháng 3 năm 1997, huấn luyện viên của Everton , Joe Royle , đã môi giới một vụ chuyển nhượng trị giá 4,5 triệu bảng, với Bilić tuyên bố rằng anh có một món nợ lòng trung thành với West Ham để ở lại với câu lạc bộ cho đến cuối mùa giải để đảm bảo họ không bị xuống hạng.  West Ham kết thúc ở vị trí thứ 14, hơn hai điểm so với những nơi xuống hạng.

### Everton
Bilić đầu quân cho Everton vào tháng 8 năm 1997 sau khi đảm bảo được sự ủng hộ hết mình của tân huấn luyện viên Howard Kendall . Ban đầu anh ấy đã mang lại một số đẳng cấp cho tuyến sau của Toffees, nhưng mùa giải của anh ấy đã bị hủy hoại bởi các đơn đặt hàng khiến anh ấy bỏ lỡ một số trận đấu do bị treo giò.
Sau những nỗ lực của anh ấy ở World Cup 1998 , Bilić bị căng cơ háng, cần nghỉ ngơi và điều trị, anh ấy đã trở về nhà ở Croatia.  Sau khi bỏ lỡ quý đầu tiên của mùa giải, Bilić đã tự hỏi liệu anh có trở lại đội bóng của Everton do Walter Smith quản lý hay không . Anh ấy đã làm như vậy và thể hiện một số phong độ tốt nhưng không bao giờ có thể hoàn toàn tự tin do chấn thương và treo giò.
Everton ra mắt Bilić vào tháng 7 năm 1999.

### Hajduk Split
Hai ngày sau khi được Everton trả tự do, Bilić ký hợp đồng với câu lạc bộ quê nhà Hajduk Split , nơi anh chơi một thời gian ngắn cho đến khi giải nghệ.  Anh ấy đã dẫn dắt Hajduk với tư cách là đội trưởng của đội đến chiếc cúp đầu tiên của họ sau 5 năm vô địch Cúp Croatia.

## Sự nghiệp quốc tế
Bilić có trận ra mắt quốc tế vào ngày 5 tháng 7 năm 1992 trong một trận giao hữu với Úc , trong trận thua 1–0 tại Sân vận động Olympic Park .
Bilić đã tham dự World Cup 1998 cùng Croatia , nơi đội bóng này đã gây bất ngờ cho giải đấu, khi lọt vào bán kết trước chủ nhà Pháp . Croatia cán đích ở vị trí thứ 3 sau khi giành quyền tham dự trận play-off.
Bilić đã tham gia vào cuộc tranh cãi trong suốt giải đấu vì vai trò của anh ấy trong việc sa thải Laurent Blanc trong trận bán kết với Pháp. Với Croatia ở phía sau, một quả đá phạt được thực hiện, trong đó Bilić đánh dấu hậu vệ Pháp. Anh ta giữ Blanc và để tự giải thoát, Blanc đẩy Bilić, tiếp xúc với cằm và ngực anh ta. Bilić ôm trán ngã xuống đất. Bilić sau đó thừa nhận rằng anh ấy đã hành động, và chỉ đi xuống sau sự động viên của đồng đội Igor Štimac . Blanc bị đuổi khỏi sân và bỏ lỡ trận chung kết World Cup do án treo giò.  Bilić không xin lỗi nhưng đã nói, "Tôi thề nếu tôi có thể thay đổi điều đó để Blanc có thể chơi trong trận chung kết, tôi sẽ làm."

## Sự nghiệp quản lý

### Những ngày đầu
Là một cổ đông của câu lạc bộ quê hương của anh ấy, Hajduk Split , anh ấy tạm thời đồng ý quản lý họ cho đến khi câu lạc bộ tìm được người quản lý thay thế. Thừa nhận rằng adrenaline đã truyền cảm hứng cho anh ấy, anh ấy đã nhận được sự hướng dẫn sau khi đi du lịch châu Âu và thăm Arsène Wenger và Marcello Lippi .

### Croatia
Bilić được bổ nhiệm làm huấn luyện viên trưởng của đội tuyển quốc gia cấp cao vào ngày 25 tháng 7 năm 2006, kế nhiệm Zlatko Kranjčar sau kỳ World Cup 2006 không thành công . Các trợ lý của anh bao gồm các đồng đội cũ Aljoša Asanović , Robert Prosinečki , Nikola Jurčević và Marjan Mrmić . Một trong những hành động đầu tiên của ông khi phụ trách đội là việc thăng chức ba cầu thủ từ đội dưới 21 tuổi: Eduardo , Luka Modrić và Vedran Ćorluka , những người cuối cùng sẽ thành công ấn tượng và chuyển đến Premier League. Trận đấu chính thức đầu tiên của đội dưới thời Bilić là trận giao hữu 0–2 ở Livornochống lại Ý , trong khi trận đấu đầu tiên của Bilić là trận hòa không bàn thắng ở Moscow trước Nga trong trận mở màn cho chiến dịch vòng loại Euro 2008 của họ . Nhiều người chỉ trích kết quả này do Bilić bị treo giò Darijo Srna , Ivica Olić và Boško Balaban , những người trốn trại ba ngày trước trận đấu và đến câu lạc bộ đêm Fontana ở Zagreb . Có vẻ như không ai phát hiện ra, nhưng đã có một cuộc đấu súng và sự can thiệp của cảnh sát.
Xa hơn ở vòng loại Euro 2008, ông đã dẫn dắt Croatia đến với một chiến dịch rất thành công trong một bảng đấu bao gồm Anh , Nga, Israel , Macedonia , Estonia và Andorra . Bilić đã dẫn dắt Croatia cán đích ở vị trí nhất bảng E , đáng chú ý nhất là chiến thắng cách biệt trên sân nhà và sân khách trước Anh, người không đủ điều kiện và sa thải huấn luyện viên Steve McClaren của họ . 
Bilić tại buổi giới thiệu bộ quần áo bóng đá mới của Croatia, tháng 4 năm 2010
Tại chính giải đấu Euro 2008 , nơi ông là huấn luyện viên trẻ nhất, Bilić và những người còn lại trong đội đã phải tham dự với tư cách "người tàn tật", vì họ không có tiền đạo ngôi sao Eduardo, người dính chấn thương nặng vài tháng trước đó. Tuy nhiên, Bilić đã dẫn dắt đội bóng của mình đạt được thành tích xuất sắc, khi họ thắng cả ba trận vòng bảng của giải đấu, lần đầu tiên trong lịch sử giành điểm tối đa ở bảng đấu, trong đó có chiến thắng ấn tượng 2-1 trước đội vào chung kết Đức . Ngay cả đội dự bị ở chuỗi thứ hai của đội bóng của anh ấy cũng được coi là quá mạnh so với đối thủ cuối cùng của họ là Ba Lan , người mà họ đã đánh bại 1–0 do bàn thắng của Ivan Klasnić . Croatia nhanh chóng được coi là ứng cử viên yêu thích của giải đấu, nhưng đã bị loại trong trận tứ kết với Thổ Nhĩ Kỳ , và anh ấy thừa nhận rằng thất bại sẽ ám ảnh anh ấy và đội của anh ấy trong phần còn lại của cuộc đời của họ.
Croatia mở màn VCK Euro 2012 với chiến thắng 3–1 trước Cộng hòa Ireland , với tiền đạo Mario Mandžukić lập cú đúp, và Mandžukić cũng ghi bàn gỡ hòa trong trận hòa 1–1 trước Ý. Sau thất bại 0-0 trước Tây Ban Nha , Croatia rời giải ở vòng bảng. Tuy nhiên, đội sau đó đã nhận được nhiều lời khen ngợi trong nước cho màn trình diễn của họ, và được chào đón bởi một lượng lớn khán giả khi họ trở lại. Sau khi chính thức ra đi, Bilić cũng được ca ngợi vì đã phục vụ lâu dài cho đội tuyển quốc gia. Danh sách Jutarnji của hãng truyền thông trong nước đã gán cho anh ta là người quản lý duy nhất của Croatia khởi hành theo những điều kiện tích cực như vậy và ghi nhận anh ta vì sự hồi sinh mạnh mẽ của đội tuyển quốc gia trong nhiệm kỳ sáu năm của anh ta.

### Lokomotiv Moscow
Vào ngày 14 tháng 5 năm 2012, có xác nhận rằng Bilić đã ký hợp đồng huấn luyện với câu lạc bộ Nga Lokomotiv Moscow .  Khi xác nhận việc ký hợp đồng, chủ tịch Olga Smorodskaya của Lokomotiv tuyên bố rằng Lokomotiv có sự cạnh tranh gay gắt trong việc ký hợp đồng với Bilić, vì anh ấy đã được nhiều câu lạc bộ trên khắp châu Âu nhắm đến, những người muốn ký hợp đồng với anh ấy làm người quản lý mới của họ.  Bilić tiếp quản đội sau khi giải đấu Euro 2012 kết thúc. Các trợ lý của anh ấy bao gồm các đồng đội cũ và trợ lý cũ trong thời gian anh ấy làm huấn luyện viên ở đội tuyển quốc gia, Aljoša Asanović và Nikola Jurčević. Khi đến nơi, anh ấy đã có bản hợp đồng lớn đầu tiên cho đội, ký hợp đồng với cựu cầu thủ quốc tế người Croatia Vedran Ćorluka từ Tottenham Hotspurvới mức phí 5,5 triệu bảng. Trận đấu chính thức đầu tiên của anh ấy với tư cách là tân huấn luyện viên Lokomotiv diễn ra vào ngày 20 tháng 7 năm 2012 trong trận đấu trên sân khách với Mordoviya Saransk , kết thúc với chiến thắng 3–2 cho Lokomotiv. Mùa giải đầu tiên của Bilić trên cương vị huấn luyện viên kết thúc với kết quả tệ nhất của Lokomotiv, vị trí thứ 9, kể từ khi vô địch Nga được thành lập vào năm 1992. Bilić nhận trách nhiệm về thất bại của Lokomotiv và bị sa thải vào ngày 18 tháng 6 năm 2013.

### Beşiktaş
Sau khi rời Lokomotiv, Bilić đã tiến hành đàm phán để đảm nhận vị trí quản lý của Beşiktaş . Thỏa thuận được xác nhận vào ngày 26 tháng 6 năm 2013 sau khi thỏa thuận hợp đồng ba năm trị giá 4,8 triệu euro. Bilić đã ký hợp đồng vào ngày 28 tháng 6.  Vào ngày 22 tháng 9, Bilić bị trọng tài Fırat Aydınus tung vào sân từ băng ghế dự bị trong trận Derby İstanbul gặp Galatasaray , sau khi Bilić phàn nàn về thời gian bị trọng tài thêm vào.  Chủ tịch Fikret Orman của Beşiktaş thông báo vào ngày 21 tháng 5 năm 2015 rằng Bilić sẽ rời câu lạc bộ vào cuối mùa giải 2014–15.

### West Ham United
Bilić quản lý West Ham United vào tháng 3 năm 2016
Bilić được bổ nhiệm làm huấn luyện viên của câu lạc bộ Ngoại hạng Anh West Ham United vào ngày 9 tháng 6 năm 2015 theo hợp đồng ba năm.  Trong trận đấu đầu tiên của anh ấy tại Premier League vào ngày 9 tháng 8, đội của anh ấy đã đánh bại Arsenal với tỷ số 2–0 tại Sân vận động Emirates .  Ba tuần sau, ông trở thành huấn luyện viên đầu tiên dẫn dắt West Ham giành chiến thắng trước Liverpool tại Anfield kể từ năm 1963.  Vào ngày 19 tháng 9, Bilić dẫn dắt West Ham giành chiến thắng 1–2 trên sân khách thứ ba liên tiếp trước Manchester City . Đây là lần đầu tiên The Hammers thắng ba trận sân khách liên tiếp ở Premier League kể từ tháng 9 năm 2007, và chỉ có ba đội bóng khác giành chiến thắng trên sân khách trước Arsenal, Liverpool và Manchester City trong cùng một mùa giải Premier League.  Trong mùa giải đầu tiên của Bilić với tư cách là huấn luyện viên, West Ham đứng thứ bảy tại Premier League và vào cuối mùa giải, họ đánh bại Manchester United 3–2 vào tháng 5 và hạ thấp đáng kể hy vọng lọt vào top 4 của United để đủ điều kiện tham dự UEFA. Giải vô địch giải đấu.  Đội đã phá nhiều kỷ lục cho câu lạc bộ trong kỷ nguyên Premier League, bao gồm số điểm cao nhất với 62, số bàn thắng cao nhất trong một mùa giải với 65, hiệu số bàn thắng bại lần đầu tiên ở Premier League với +14, số trận thua ít nhất trong một mùa giải với 8 trận và ít trận thua nhất trên sân khách với 5 trận.
Sau chiến thắng của Manchester United trong trận Chung kết FA Cup 2016 , West Ham đã giành được suất tham dự UEFA Europa League và vượt qua vòng loại thứ ba của UEFA Europa League 2016–17 .  Trong mùa giải thứ hai liên tiếp, họ bị loại ở vòng loại bởi đội bóng Romania, FC Astra Giurgiu .  Trong mùa giải thứ hai dẫn dắt, West Ham đã đứng thứ 11 tại Premier League trong một mùa giải ra mắt đầy thử thách tại Sân vận động London sau sự ra đi đầy may rủi của cầu thủ ngôi sao, Dimitri Payet .
Sau một chuỗi thành tích tệ hại ở Premier League, đỉnh điểm là trận thua 4–1 trên sân nhà trước Liverpool vào ngày 4 tháng 11 năm 2017, Bilić đã bị sa thải. Thông báo, được đưa ra hai ngày sau trận đấu, nói rằng "West Ham United có thể xác nhận rằng Slaven Bilic hôm nay đã rời vị trí của mình với câu lạc bộ. West Ham United tin rằng một sự thay đổi bây giờ là cần thiết để câu lạc bộ tiến lên một cách tích cực và phù hợp với tham vọng của họ. "  Anh rời đội với kỷ lục 1,33 điểm mỗi trận tại Premier League, thành tích tốt nhất so với bất kỳ huấn luyện viên nào trước đây của West Ham.

### Al-Ittihad
Vào ngày 27 tháng 9 năm 2018, Bilić gia nhập Al-Ittihad của Giải chuyên nghiệp Ả Rập Xê Út .  Vào ngày 24 tháng 2 năm 2019, sau năm tháng làm huấn luyện viên của Al-Ittihad và sau khi chỉ thắng 6 trong số 20 trận đấu của mình, Bilić đã bị sa thải khỏi vị trí này.

### West Bromwich Albion
Vào ngày 13 tháng 6 năm 2019, Bilić được bổ nhiệm làm huấn luyện viên trưởng của West Bromwich Albion theo hợp đồng hai năm.  Vào ngày 22 tháng 7 năm 2020, anh ấy dẫn dắt câu lạc bộ thăng hạng trở lại Premier League, kết thúc với vị trí á quân trong Giải vô địch EFL 2019–20 .
Vào ngày 22 tháng 9, Bilić đã bị FA buộc tội 'hành xử không đúng mực' , sau khi có hành vi tái phạm với trọng tài Mike Dean trong trận thua 5–2 của đội anh ta trước Everton vài ngày trước đó.
Vào ngày 16 tháng 12, mặc dù có trận hòa 1-1 bất ngờ trước Manchester City, Bilić đã bị câu lạc bộ sa thải sau một khởi đầu mùa giải kém cỏi . Ban huấn luyện đồng nghiệp của ông cũng bị sa thải.  Vào thời điểm đó, West Brom đang đứng thứ 19 trên BXH, chỉ giành được 7 điểm sau 13 trận.

### Guoan Bắc Kinh
Vào ngày 6 tháng 1 năm 2021, Bilić được bổ nhiệm làm huấn luyện viên trưởng của đội Beijing Guoan Trung Quốc theo bản hợp đồng hai năm.
Vào ngày 8 tháng 1 năm 2022, Bilić chia tay Beijing Guoan.

## Phong cách huấn luyện
Bilić đã nói trong một cuộc phỏng vấn sau giải đấu rằng anh ấy và các cầu thủ của mình đã tổng hợp và nghiên cứu nhiều trận đấu của đối thủ để chuẩn bị rất tốt cho những trận đấu khó khăn.
Được biết đến là một người hâm mộ âm nhạc lớn, Bilić liên hệ động lực của các đội của mình với điều đó, thường khuyến khích họ nghe nhạc truyền cảm hứng trước và sau trận đấu.

## Đời sống cá nhân
"Nếu bạn biết chia sẻ những gì bạn sở hữu, bạn sống hạnh phúc và danh dự. Tôi là một người xã hội chủ nghĩa thực sự . Tôi biết mình không thể tự mình giải cứu thế giới; nhưng nếu có một cuộc đấu tranh chống lại sự bất công, tôi luôn muốn trở thành trên chiến tuyến, và đó là thái độ của tôi đối với cuộc sống. "
Cùng với tiếng mẹ đẻ là Croatia , Bilić thông thạo tiếng Đức , Ý và Anh , đồng thời có bằng luật .  Là một fan cuồng của nhạc rock , anh ấy chơi guitar nhịp điệu với chiếc Gibson Explorer màu đỏ ưa thích của mình và là thành viên của Rawbau, một ban nhạc rock Croatia.  Năm 2008, ban nhạc thu âm một bài hát cho màn trình diễn của Croatia tại Euro 2008 có tên "Vatreno ludilo" (Cơn điên cuồng nhiệt).

(Bài viết chỉ mang tính chất tham khảo. Nếu có sai sót hy vọng mọi người có thể góp ý) 